# Cale Fleury
Cale Fleury (* 19. November 1998 in Regina, Saskatchewan) ist ein kanadischer Eishockeyspieler, der seit Juli 2021 bei den Seattle Kraken aus der National Hockey League unter Vertrag steht und parallel für deren Farmteam, die Coachella Valley Firebirds, in der American Hockey League auf der Position des Verteidigers spielt.

## Karriere

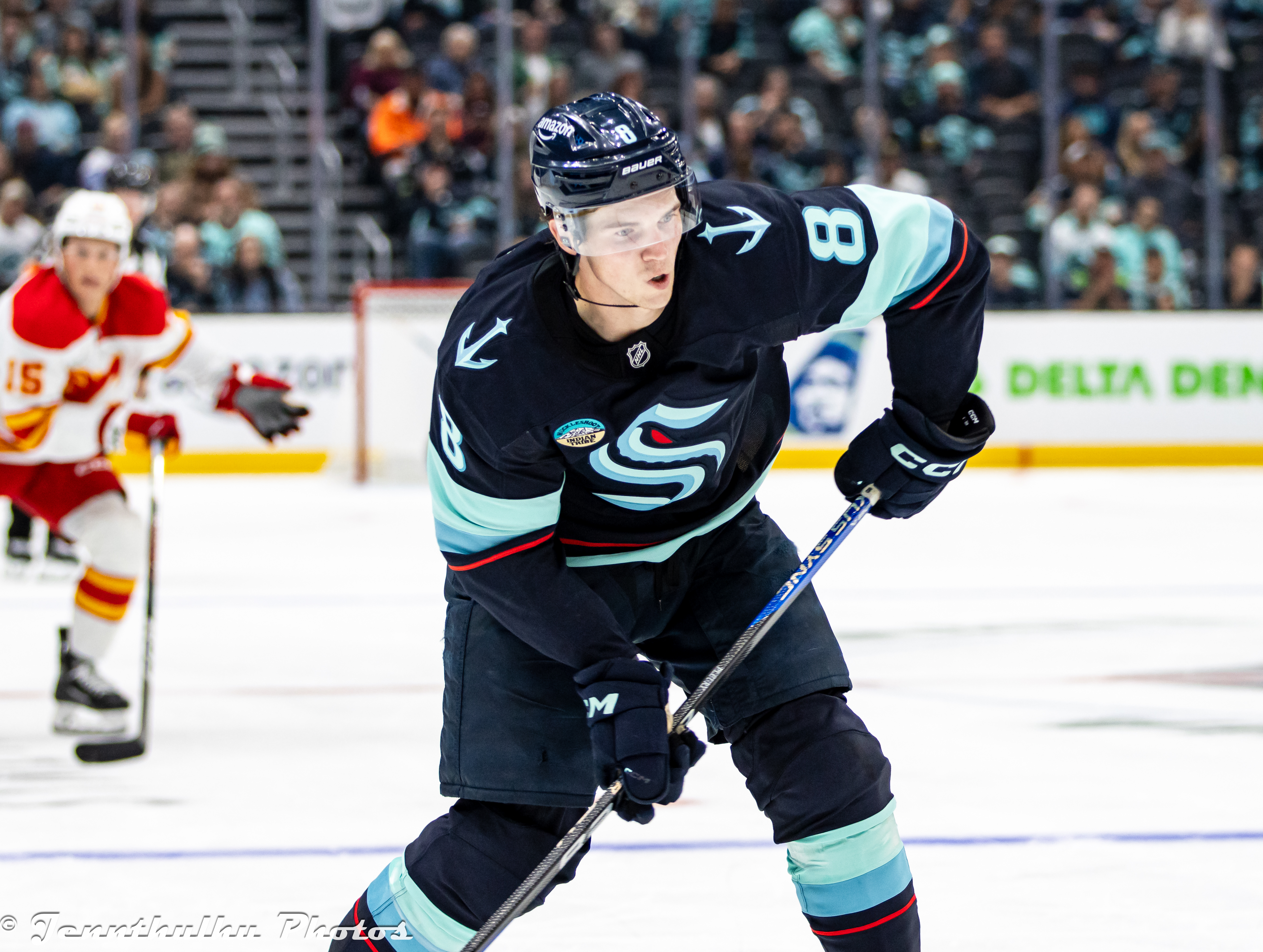
Fleury im Trikot der Seattle Kraken (2024)

Cale Fleury wurde in Regina geboren und wuchs in Carlyle sowie später in Calgary auf. Im Jahre 2013 wurde er im Bantam Draft der Western Hockey League (WHL) an 78. Position von den Kootenay Ice ausgewählt, für die er mit Beginn der Saison 2014/15 in der höchsten Juniorenliga seiner Heimatprovinz auflief. Bei den Ice entwickelte sich der Abwehrspieler schnell zur Führungspersönlichkeit, so übernahm er zur Saison 2016/17 das Amt des Mannschaftskapitäns. In diesem Jahr waren die Ice in der WHL jedoch kaum konkurrenzfähig, so belegte man ligaweit den letzten Platz, während Fleury persönlich mit einem Wert von −61 die schlechteste Plus/Minus-Statistik der WHL aufwies. Dennoch wurde er im anschließenden NHL Entry Draft 2017 an 87. Stelle von den Canadiens de Montréal berücksichtigt, bevor er für ein letztes Jahr in den Juniorenbereich zurückkehrte. Dort wiederum gaben ihn die Kootenay Ice bereits im November 2017 in einem mehrere Spieler und Draft-Wahlrechte umfassenden Tauschgeschäft an die Regina Pats ab. In seiner Geburtsstadt steigerte der Kanadier seine persönliche Statistik deutlich auf 41 Scorerpunkte aus 51 Spielen, ehe er mit den Pats als Gastgeber am Memorial Cup 2018 teilnahm. Dort erreichte die Mannschaft das Endspiel, unterlag allerdings den Titan d’Acadie-Bathurst mit 0:3.
Im Oktober 2018 unterzeichnete Fleury schließlich einen Einstiegsvertrag bei den Canadiens de Montréal. Diese setzten ihn vorerst erwartungsgemäß bei ihrem Farmteam aus der American Hockey League (AHL) ein, den Rocket de Laval. Dort verbrachte er das komplette Jahr, ehe er sich im Rahmen der Vorbereitung auf die Saison 2019/20 einen Platz im Aufgebot der Canadiens erarbeitete und somit Anfang Oktober 2019 in der National Hockey League (NHL) debütierte. Dort kam er bis zum Ende der Saison 2020/21 regelmäßig zum Einsatz, ehe er im NHL Expansion Draft 2021 von den Seattle Kraken ausgewählt wurde.

## Erfolge und Auszeichnungen
- 2025 Teilnahme am AHL All-Star Classic

## Karrierestatistik
Stand: Ende der Saison 2024/25
(Legende zur Spielerstatistik: Sp oder GP = absolvierte Spiele; T oder G = erzielte Tore; V oder A = erzielte Assists; Pkt oder Pts = erzielte Scorerpunkte; SM oder PIM = erhaltene Strafminuten; +/− = Plus/Minus-Bilanz; PP = erzielte Überzahltore; SH = erzielte Unterzahltore; GW = erzielte Siegtore; 1 Play-downs/Relegation; Kursiv: Statistik nicht vollständig)

## Familie
Sein älterer Bruder Haydn Fleury ist ebenfalls Eishockeyspieler und wurde im NHL Entry Draft 2014 an siebter Position von den Carolina Hurricanes ausgewählt.